# Eugène Lambert Adrian Rixen
Dom Eugène Lambert Adrian Rixen (Kelmis, 3 de julho de 1944) é um bispo católico belga da Diocese de Goiás.

## Biografia
Consagrado padre em 26 de junho de 1970, logo depois partiu para o Brasil, como missionário fidei donum.
Foi nomeado pelo Papa João Paulo II bispo auxiliar de Assis em 30 de novembro de 1995; foi consagrado em 25 de fevereiro de 1996 pelo  bispo de Araçatuba, José Carlos Castanho de Almeida; Os co-consagrantes foram Antônio Maria Mucciolo, Arcebispo de Botucatu, e Antônio de Souza CSS, Bispo de Assis. Como lema escolheu Maranatha, vem Senhor. 
Foi nomeado bispo de Goiás, uma das mais antigas de todo o Brasil, em 2 de dezembro de 1998.
Por dois mandatos, de 2003 a maio de 2011 foi presidente da Comissão Episcopal de Animação Bíblico-Catequética da CNBB. Hoje é também presidente da Comissão Pastoral da AIDS.
No dia 21 de setembro de 2011 foi nomeado pelo Papa Bento XVI como Administrador Apostólico da Prelazia de São Félix ficando até 21 de março de 2012 durante a vacância da Sede.
Em 27 de maio de 2020, o Papa Francisco aceitou a renúncia de Eugène Rixen por motivos de idade.